# Aleksandar Kitić
Aleksandar Kitić, född 26 augusti 1983 i Jugoslavien, är en bosnisk fotbollsspelare (mittfältare) och tränare som mellan 2005 och 2020 spelade för Ljungskile SK. Han är den spelare som gjort flest matcher för klubben i modern tid. Kitićs tröjnummer (24) är det första och hittills enda nummer som pensionerats av Ljungskile SK.
Kitić kom till Ljungskile SK 2005 och stannade i klubben till och med säsongen 2019, efter vilken han tillkännagav att han tänkte varva ner. Under sommaren 2020 gjordes han dock tillgänglig för spel igen och var åter på planen i augusti. Efter säsongen lade han åter skorna på hyllan. I perioder har han även fungerat som lagets assisterande tränare.